# Wily Peralta
Wily Peralta (ur. 8 maja 1989) – dominikański baseballista występujący na pozycji miotacza w Kansas City Royals.

## Przebieg kariery
W listopadzie 2005 podpisał kontrakt jako wolny agent z organizacją Milwaukee Brewers. Zawodową karierę rozpoczął od występów w AZL Brewers (poziom Rookie), następnie w 2008 grał w Helena Brewers (Rookie) i West Virginia Power (Class A). Sezon 2009 spędził w Wisconsin Tiber Rattlers, zaś 2010 w Brevard County Manatees (Class A-Advanced) i Hunstville Stars (Double-A). W sierpniu 2011 został przesunięty do Nashville Sounds (Triple-A).
21 kwietnia 2012 otrzymał powołanie do 40-osobowego składu Milwaukee Brewers i dzień później zadebiutował w Major League Baseball w meczu przeciwko Colorado Rockies jako reliever. Po raz pierwszy jako starter zagrał 4 września 2012 w spotkaniu z Miami Marlins notując zwycięstwo. 9 lipca 2013 w meczu przeciwko Cincinnati Reds zaliczył pierwszy w MLB complete game shutout. 2 maja 2014 w spotkaniu z Cincinnati Reds zaliczył decydujące o zwycięstwie Brewers dwa RBI.
W grudniu 2017 podpisał roczny kontrakt z Kansas City Royals.